# Хорвати в Бразилії

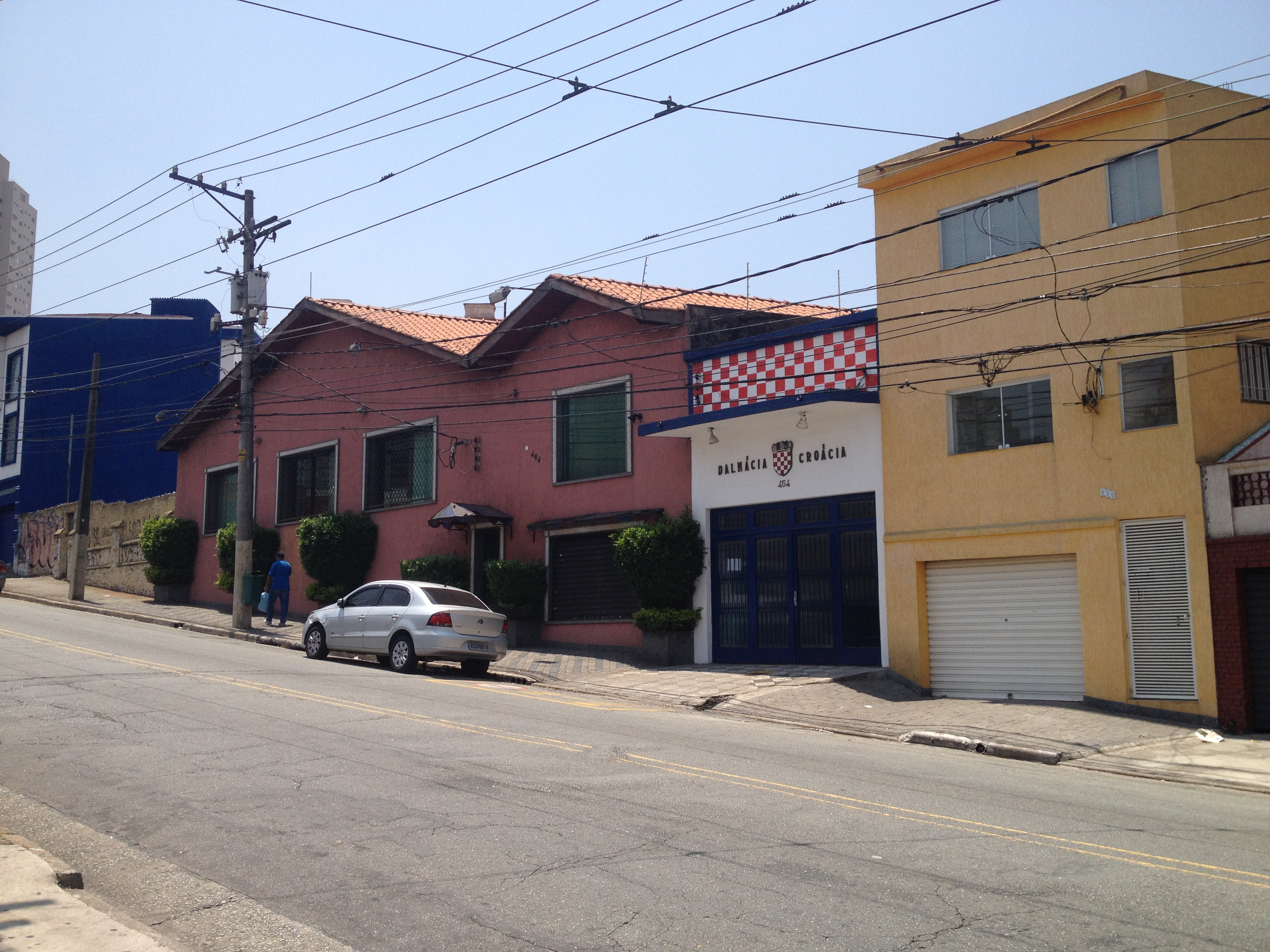
Далматинська спілка в Сан-Паулу

Croatian Brazilians (порт. Croato-brasileiro, Croata brasileiro, хорв. Hrvati u Brazilu) — жителі Бразилії хорватського походження.
За оцінками, у Бразилії проживає 45 000 етнічних хорватів, і здебільшого у штаті Сан-Паулу. Більшість емігрантів були некваліфікованими землеробами, а чисельність ремісників у ході еміграції зросла лише на невеличку кількість. 
Між тим, країни Південної Америки, які після Першої світової війни стали дуже привабливими пунктами призначення для емігрантів, гостро потребували сільськогосподарських робітників або різноробів, тож у цих країнах основна маса емігрантів влаштовувалася на роботу в сільському господарстві (Аргентина і Бразилія) або в гірництві (Чилі і Болівія).

## Історія
Перше масове переселення хорватів у Бразилію почалося далекого 1830 року.
Більшість емігрантів свого часу покинула свої домівки через погану економічну ситуацію. Найяскравішим прикладом стала так звана «винна клаузула» в торговельній угоді 1891 року між Австро-Угорщиною та Італією, яка була особливо невигідною для хорватського виноградарства, зосередженого здебільшого в Далмації. Винна клаузула дозволяла імпорт дешевих італійських вин на дуже сприятливих для виробника умовах, чим Австро-Угорщина намагалася купити дружбу або військовий союз Італії. Хорватське виноробство серйозно постраждало від цього рішення віденської влади. Угода тривала багато років.
Після Другої світової війни сотні тисяч хорватів покинули свою батьківщину через страх репресій і нехтування демократією в комуністичній Югославії. Серед емігрантів були переважно вихідці з сільської місцевості, молоді та без професійної кваліфікації.
Так звана ланцюгова еміграція привела до появи компактних груп емігрантів, часто пов'язаних родинними зв'язками, місцем еміграції, регіоном тощо.
Серед хорватських емігрантів у Бразилії найчисленніша частка походить з острова Корчула.
Підраховано, що разом із нащадками чисельність хорватів, які проживають у заморських країнах, сягає близько 2,5 млн. Чимала кількість хорватів покинула батьківщину після війни в Боснії та Герцеговині.